# Stone-cum-Ebony
Stone-cum-Ebony est une paroisse civile du Kent, en Angleterre.